# Френчтаун (Монтана)
Френчтаун (англ. Frenchtown) — переписна місцевість (CDP) в США, в окрузі Міссула штату Монтана. Населення — 1958 осіб (2020).

## Географія
Френчтаун розташований за координатами 47°1′39″ пн. ш. 114°14′54″ зх. д. / 47.02750° пн. ш. 114.24833° зх. д. (47.027629, -114.248280).  За даними Бюро перепису населення США в 2010 році переписна місцевість мала площу 17,55 км², з яких 17,45 км² — суходіл та 0,10 км² — водойми.

## Демографія
Згідно з переписом 2010 року, у переписній місцевості мешкало 1825 осіб у 653 домогосподарствах у складі 521 родини. Густота населення становила 104 особи/км².  Було 677 помешкань (39/км²).
Расовий склад населення:
| - 95,0 % — білих - 1,5 % — корінних американців - 0,5 % — азіатів - 0,1 % — вихідців з тихоокеанських островів - 0,1 % — чорних або афроамериканців |

До двох чи більше рас належало 2,7 %. Частка іспаномовних становила 2,4 % від усіх жителів.
За віковим діапазоном населення розподілялося таким чином: 25,8 % — особи молодші 18 років, 64,0 % — особи у віці 18—64 років, 10,2 % — особи у віці 65 років та старші. Медіана віку мешканця становила 40,9 року. На 100 осіб жіночої статі у переписній місцевості припадало 111,5 чоловіків;  на 100 жінок у віці від 18 років та старших — 105,3 чоловіків також старших 18 років.
Середній дохід на одне домашнє господарство  становив 82 048 доларів США (медіана — 69 570), а середній дохід на одну сім'ю — 80 712 долари (медіана — 69 303). За межею бідності перебувало 2,6 % осіб, у тому числі 4,4 % дітей у віці до 18 років та 12,1 % осіб у віці 65 років та старших.
Цивільне працевлаштоване населення становило 753 особи. Основні галузі зайнятості: будівництво — 23,0 %, освіта, охорона здоров'я та соціальна допомога — 20,1 %, публічна адміністрація — 10,5 %, транспорт — 9,8 %.